# Stanisław Józef Kozicki
Stanisław Józef Kozicki (ur. 7 maja 1893 we Lwowie, zm. 17 czerwca 1948 w Barons Cross) – generał brygady Wojska Polskiego, kawaler Orderu Virtuti Militari.

## Życiorys
Stanisław Kozicki urodził się 7 marca 1893 we Lwowie, w ówczesnym Królestwie Galicji i Lodomerii, w rodzinie Adama i Marii z Dymkiewiczów. Po ukończeniu gimnazjum i odbyciu jednorocznej ochotniczej służby wojskowej w cesarskiej i królewskiej Armii rozpoczął studia na Wydziale Inżynierii Szkoły Politechnicznej we Lwowie. Był członkiem „Sokoła” i Polskich Drużyn Strzeleckich.
W czasie I wojny światowej walczył w Legionach Polskich. Był oficerem 1 pułku piechoty Legionów. 5 marca 1915 awansował na chorążego, a 1 kwietnia 1916 na podporucznika. W lipcu 1917, po kryzysie przysięgowym, został wcielony do c. i k. Armii. We wrześniu 1918 został zwolniony ze służby ze względu na stan zdrowia.

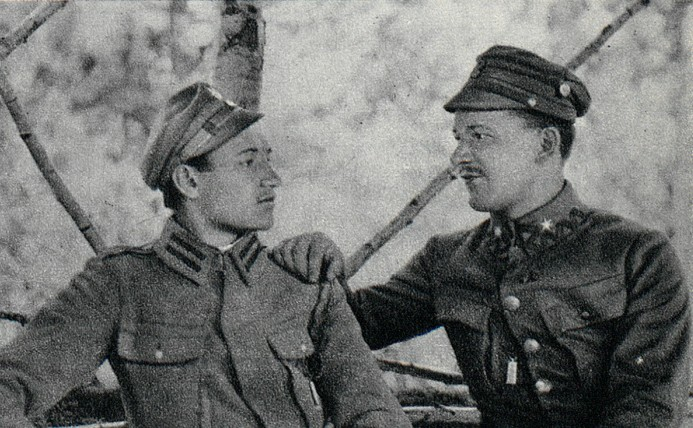
Ppor. Stanisław Kozicki z kpr. Eugeniuszem Quirinim; okres służby w Legionach Polskich.

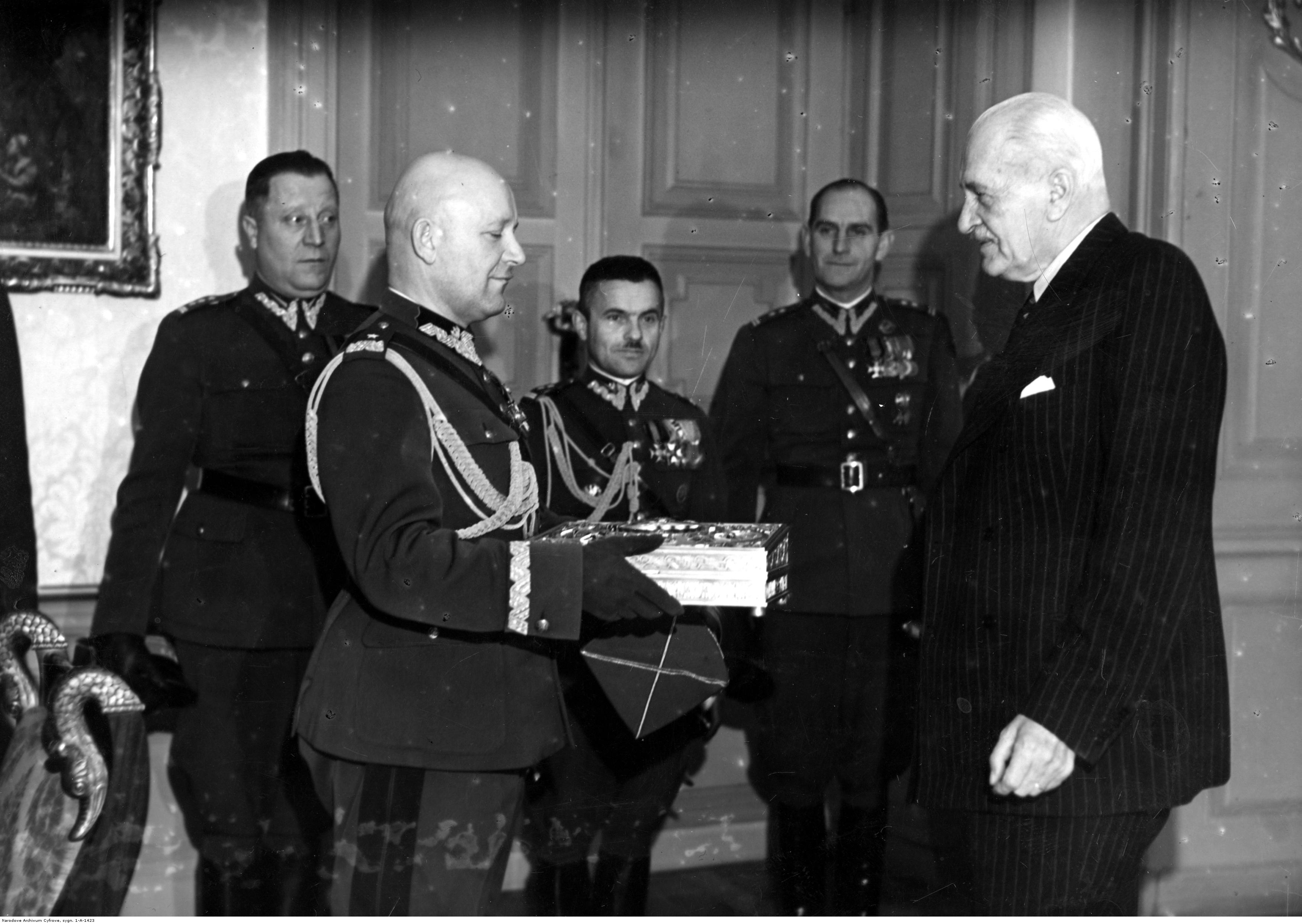
Wręczenie prezydentowi RP Ignacemu Mościckiemu odznak oddziałów pancernych przez gen. Stanisława Kozickiego 15 grudnia 1938

W listopadzie 1918 został przyjęty do Wojska Polskiego. Wziął czynny udział w obronie Lwowa, a następnie walczył na wojnie z Ukraińcami i bolszewikami w szeregach 5 i 1 pułku piechoty Legionów. Dowodził kolejno plutonem, kompanią i batalionem. 16 sierpnia 1920 objął dowództwo 6 pułku piechoty Legionów i sprawował je przez siedem kolejnych lat, do 17 sierpnia 1927. 
3 maja 1922 został zweryfikowany w stopniu podpułkownika ze starszeństwem z dniem 1 czerwca 1919 i 205. lokatą w korpusie oficerów piechoty, a 1 grudnia 1924 awansował do stopnia pułkownika ze starszeństwem z dniem 15 sierpnia 1924 i 52. lokatą w korpusie oficerów piechoty. W lipcu 1927 został wyznaczony na stanowisko dowódcy piechoty dywizyjnej 8 Dywizji Piechoty w Modlinie. Od 6 grudnia 1930 do 31 lipca 1931 był słuchaczem V Kursu Centrum Wyższych Studiów Wojskowych w Warszawie. 8 marca 1935 Prezydent RP Ignacy Mościcki mianował go dowódcą 26 Dywizji Piechoty w Skierniewicach, a dwa lata później awansował do stopnia generała brygady ze starszeństwem z dniem 19 marca 1937 w korpusie generałów.

Nominacja ta, a także jego późniejsze przed samą wojną mianowanie (...) było jednym z typowych posunięć «legionowych» (...) w 1937 przeżył koszmarną tragedię. Ordynans-zwyrodnialec, żeby zatrzeć kradzież, wymordował jego rodzinę i domowników: żonę i pięcioletnią córeczkę, jej nianię i kucharkę. Ponura ta zbrodnia wywołała w Skierniewicach i w całej armii wstrząsające wrażenie. Generał, który był w tym czasie w szpitalu, w następstwie zapadł na chorobę serca; po ciężkim zawale płk dr Belina-Prażmowski wywiózł go Rumunii

W Skierniewicach generał wraz z żoną Heleną z domu Michoń i córką Alicją, nazywaną zdrobniale Lili, zamieszkał na parterze willi p. Mazarakowej przy ulicy Piłsudskiego 3. W styczniu 1938 w Zakopanem generał Kozicki uległ wypadkowi na nartach i przez sześć tygodni przebywał na leczeniu szpitalnym w Warszawie. W niedzielę 6 marca 1938 wrócił do Skierniewic, lecz nie mógł dostać się do mieszkania. Poprosił o pomoc kapitana Drapsę. Razem, przy użyciu wytrychu, otworzyli drzwi wejściowe. W mieszkaniu zastali zwłoki żony generała i ich pięcioletniej córki Lili oraz szesnastoletniej bony, Zofii Piotrowskiej i osiemnastoletniej służącej, Józefy Olczakówny. Wszystkie ofiary zmarły na skutek obrażeń ciała doznanych w wyniku uderzenia obuchem siekiery w głowę. Zbrodnia została popełniona w nocy z czwartku na piątek 4 marca 1938. Zabójcą był ordynans generała, dwudziestosiedmioletni Bronisław Janowski, analfabeta, urodzony w Nowych Chojnach, przed powołaniem do służby wojskowej zamieszkały we wsi Gałków. Zabójstwo zostało dokonane z chęci zysku. Sprawca zabrał w celu przywłaszczenia biżuterię i odzież należącą do Heleny Kozickiej oraz rewolwer generała, a następnie wyjechał ze Skierniewic razem z konkubiną, Władysławą Kwiatkowską i jej dzieckiem. 9 marca 1938 we wsi Huta Kuflewska funkcjonariusze Policji Państwowej otoczyli dom należący do rodziny Władysławy Kwiatkowskiej, w którym przebywał jej konkubent. Bronisław Janowski popełnił samobójstwo strzelając do siebie z rewolweru generała Kozickiego. Ofiary zbrodni zostały pochowane 9 marca 1938 w Skierniewicach.
W marcu tego samego roku Stanisław Kozicki został wyznaczony na stanowisko dowódcy Broni Pancernych Ministerstwa Spraw Wojskowych w Warszawie. Funkcję objął po śmierci gen. bryg. Włodzimierza Maxymowicz-Raczyńskiego, który zmarł 24 lutego 1938 w Berlinie. Na stanowisku dowódcy Broni Pancernych pozostawał formalnie do drugiej dekady września 1939. W czasie kampanii wrześniowej był chory. Rozkazy w jego imieniu wydawał gen. bryg. Tadeusz Kossakowski. W czasie kampanii ewakuował się razem z Ministerstwem Spraw Wojskowych z Warszawy na przedmoście rumuńskie. Przed przekroczeniem granicy rumuńskiej z powodu choroby przebywał w szpitalu w Zaleszczykach.
Od września 1939 do 8 lutego 1941 był internowany w Królestwie Rumunii w obozie w Băile Herculane, a następnie do wiosny 1945 przebywał w niemieckiej niewoli, w oflagach: VI E w Dorsten i VI B Dössel.

W niewoli trzymał się nieźle i zachowywał z wielką godnością i nieustępliwością, tak wobec Niemców, jak i wobec naszego starszego obozu gen. B., którego często doprowadzał do furii swoimi antyhitlerowskimi wystąpieniami. Miał więcej odwagi żołnierza-patrioty niż zmysłu taktycznego na szczeblu dowódcy dywizji.

Po uwolnieniu osiedlił się w Anglii. Zmarł 17 czerwca 1948 w Barons Cross pod Leominster i tam został pochowany.

## Ordery i odznaczenia
- Krzyż Srebrny Orderu Wojskowego Virtuti Militari (1921)[20]
- Krzyż Niepodległości (24 października 1931)[21]
- Krzyż Oficerski Orderu Odrodzenia Polski (9 listopada 1931)[22]
- Krzyż Walecznych (czterokrotnie)
- Złoty Krzyż Zasługi (10 listopada 1928)[23]
- Medal Pamiątkowy za Wojnę 1918–1921
- Medal Dziesięciolecia Odzyskanej Niepodległości
- Order Pogromcy Niedźwiedzia III klasy (Łotwa)